# Admir Smajić
Admir Smajić (Bijeljina, 7 de setembro de 1963) é um ex-futebolista profissional bósnio, que atuou pela ex-Iugoslávia, medalhista olímpico.

## Carreira
Admir Smajić pela Seleção Iugoslava de Futebol, disputou Jogos Olímpicos de Verão de 1984.